# ني زيكني (سيرري)
ني زيكني (Νέα Ζίχνη) هي مدينة في سيرري في مقاطعة فوريا إلادا في اليونان.